# Zawzgórze
Zawzgórze (łac. metathalamus) – w anatomii człowieka część międzymózgowia zbudowana z ciała kolankowatego bocznego i przyśrodkowego.
Ciało kolankowate boczne przyśrodkowo sąsiaduje z ramieniem wzgórka górnego (zobacz: pokrywa śródmózgowia), a z boku wnika do niego korzeń boczny pasma wzrokowego. Jest podkorowym ośrodkiem wzroku.
Ciało kolankowate przyśrodkowe przyśrodkowo i od dołu sąsiaduje z ramieniem wzgórka dolnego, a z boku dochodzi do niego korzeń przyśrodkowy pasma wzrokowego. Jest podkorowym ośrodkiem słuchu.